# Geert Hofstede
Gerard Hendrik (Geert) Hofstede (Haarlem, 2 oktober 1928 – Ede, 12 februari 2020) was een Nederlands organisatiepsycholoog, die internationale bekendheid geniet op het gebied van interculturele studies. Hij was verbonden aan de Faculteit der Economische Wetenschappen en Bedrijfskunde van de Universiteit Maastricht, waar hij de studierichting Internationaal Management opzette. Hij schreef het standaardwerk Culture’s Consequences.

## Loopbaan
Hij was werktuigbouwkundig ingenieur (1953, TH Delft) en promoveerde in 1967 aan de Rijksuniversiteit Groningen in de organisatiesociologie. Hofstede was hoogleraar Vergelijkende cultuurstudies van organisaties aan de Universiteit Maastricht. Het voormalige Institute for Research on Intercultural Co-operation IRIC van de Universiteit Maastricht en de Universiteit van Tilburg zette Hofstedes onderzoek voort en actualiseerde de meetgegevens.
Hofstede geniet met name bekendheid door het door hem geformuleerde cultuurmodel, dat gebruikmaakt van een aantal door hem in kaart gebrachte 'dimensies': bepalende kenmerken die een cultuur in meerdere of mindere mate bezit en aan de hand waarvan culturen met elkaar kunnen worden vergeleken. Hofstede kwam tot zijn cultuurmodel naar aanleiding van een onderzoek binnen IBM in de jaren 60. Nationale en regionale verschillen met invloed op het functioneren van institutionele organisaties (als overheden, gezinnen, bedrijven, scholen) werden door zijn werk zichtbaar en meetbaar gemaakt. Het model beoogt beter inzicht in cultuurverschillen te geven en die daarmee beter overbrugbaar te maken.
Hij ontving tien eredoctoraten, de laatste te Galați (Roemenië) in 2016 op 88-jarige leeftijd.

## Hofstedes dimensies
De dimensies van Hofstede zijn beschrijvingen van de aard van verschillende culturen, dat wil zeggen de algemene mentaliteit van hun bevolking.
- Machtafstand - De mate van machtafstand wordt afgeleid uit de relatieve waardering van maatschappelijke ongelijkheid en hiërarchie. Latijns-Amerikaanse en Arabische landen scoren hier hoog, België vrij hoog, Nederland en Zweden laag. Denemarken en Oostenrijk scoren extreem laag.
- Individualisme - De mate van individualisme (versus collectivisme) is hoog in de Verenigde Staten en laag in Guatemala. De individualisme-scores van een land lijken evenredig te lopen met het BNP van dat land; "rijke" landen zijn individualistisch en arme landen zijn in het algemeen collectivistischer. Maar Japan scoort middelmatig op individualisme.
- Masculiniteit - De mate van masculiniteit of feminiteit geeft aan in hoeverre waarde wordt gehecht aan traditioneel mannelijke en vrouwelijke kwaliteiten. Mannelijke waarden zijn onder meer competitiviteit, assertiviteit, ambitie en het vergaren van rijkdom, waartegenover vrouwelijke waarden als bescheiden gedrag, dienstbaarheid en solidariteit staan. Ook geldt dat er in "masculiene" landen een duidelijke rolverdeling is tussen man en vrouw waar dit niet het geval is in laag scorende landen, de rolverdeling tussen man en vrouw lijkt daar meer te overlappen. Hofstede bestempelde Japan als de meest masculiene samenleving en Zweden als de meest feminiene samenleving, ook de Nederlandse samenleving werd als zeer feminien bestempeld.[bron?]
- Onzekerheidsvermijding - De mate van onzekerheidsvermijding door regelgeving, formele procedures en rituelen. Hoe hoger de score, hoe meer men geneigd zal zijn om berekenend te werk te gaan in het internationale zakendoen. Dit heeft te maken met de angst voor het onzekere, en dus voor alles wat anders is. Hoog scorende landen hebben de neiging alles onder controle te willen hebben waar laag scorende landen een natuurlijke kalmte lijken te hebben en alles op zich af laten komen. Mediterrane landen, Japan en België scoren hier hoog, Nederland en Duitsland scoren middelmatig en Engeland scoort laag.
- Lange- of kortetermijndenken - Deze later toegevoegde vijfde dimensie stelt (oosterse) volharding in de ontwikkeling en toepassing van innovaties tegenover (westers) streven naar onmiddellijk resultaat.
- Toegeeflijk versus terughoudendheid - Toegeeflijkheid staat voor een samenleving die de bevrediging van het elementaire en natuurlijke genieten van het leven en plezier maken relatief vrij laat. Terughoudendheid staat voor een samenleving die de bevrediging van behoeften onderdrukt en deze door middel van strenge sociale normen regelt.

## Publicaties
Hofstede publiceerde veel, zie WorldCat.
De twee standaardwerken van Hofstede zijn:
- 1980: Culture's Consequences, Sage Publications, Beverly Hills, Verenigde Staten 1980. (Het 'dikke boek', vele edities).
- 1991: Allemaal andersdenkenden: omgaan met cultuurverschillen, Contact, Amsterdam 1991. 2e druk met Geert Jan Hofstede, Contact, Amsterdam 2005 (vertaling van de bestseller Cultures and organizations: software of the mind, London/New York McGraw-Hill 1991. 3e druk met Michael Minkov als derde auteur, 2010.

## Consortium
Het Geert Hofstede Consortium is een consortium van vijf universiteiten die gericht zijn op internationale corporate communicatie; het organiseert het Geert Hofstede Symposium over het belang van interculturele samenwerking. Daarnaast biedt het een joint european master aan in internationale communicatie.

## Archief
Het archief van Geert Hofstede is sinds februari 2020 open toegankelijk in de Universiteitsbibliotheek Groningen.

## Wetenswaardigheden
- In de citatie-index van Economisch Statistische Berichten, het vakblad van economen, domineerde Geert Hofstede in de jaren negentig terwijl hij geen econoom was.[bron?]